# Chonville-Malaumont
Chonville-Malaumont é uma comuna francesa na região administrativa de Grande Leste, no departamento de Meuse. Estende-se por uma área de 18,8 km². Em 2010 a comuna tinha 213 habitantes (densidade: 11,3 hab./km²).